# Hector van Zuylen van Nyevelt
Baron Hector Jean Joseph Ghislain van Zuylen van Nyevelt (Brugge, 23 april 1833 - Sint-Andries, 24 februari 1915) was een Belgisch edelman, grootgrondbezitter en bosbeheerder.

## Familie
Hector van Zuylen was het twaalfde kind van burgemeester baron Jean-Jacques van Zuylen van Nyevelt (1752-1846) en zijn tweede echtgenote, zijn nicht Julienne van Zuylen van Nyevelt (1794-1866). Zes van hun kinderen waren jongens, van wie er vier trouwden, maar van wie alleen Hector nakomelingen heeft tot heden.
Hij trouwde in 1857 met Elisa Peers (1832-1864) en hertrouwde in 1869 met Ida van Caloen de Basseghem (1837-1917). Hij kreeg drie kinderen uit het eerste en drie uit het tweede huwelijk.
De enige zoon uit het eerste huwelijk was Georges van Zuylen van Nyevelt (1858-1891) die trouwde met Alice Moeremans (1860-1933). Ze hadden op hun beurt een enige zoon, Raoul van Zuylen van Nyevelt, burgemeester van Veldegem, die kinderloos bleef.
Uit het tweede huwelijk had hij drie zonen, onder wie Albert van Zuylen van Nyevelt (1870-1936), een bekend historicus, rijksarchivaris en stoetenbouwer. Hij trouwde met Marie-Julie Stiénon du Pré (1876-1956), die zorgde voor nakomelingen. 

## Levensloop
Hector van Zuylen woonde hoofdzakelijk in Brugge tijdens de winter en in Sint-Andries tijdens de zomer. In Brugge woonde hij onder meer in een herenhuis in de Braambergstraat en in een ander in de Minderbroedersstraat op de hoek met de Engelstraat.
In Sint-Andries bewoonde hij het kasteel Messem, onder het ancien régime de zetel van de heerlijkheid Messem.
Hij was in hoofdzaak regisseur van zijn eigendommen, meer bepaald als bosbeheerder. In de lokale kranten werden regelmatig aankondigingen gepubliceerd voor door hem benaarstigde openbare verkopingen van bomen of van kreupelhout.
Weinig actief in het openbaar leven, was hij wel lid van de Edele Confrérie van het Heilig Bloed, waarvan hij in 1870-1871 de proost was.

## De ambitie 'van de Haar'
De vader van Hector, Jean-Jacques, was onder het ancien régime heer van de Haar geweest en eigenaar van het Kasteel de Haar in Haarzuilens. De oudste zoon van Jean-Jacques had het kasteel van de Haar overgenomen en zowel hij als zijn nazaten besteedden grote zorg en aanzienlijke financiële middelen aan het herstellen en uitbreiden van het vervallen kasteel. Ze lieten zich dan ook vaak 'Van Zuylen van Nyevelt van de Haar' noemen. Nadat die oudste broer, Gustave, drager van de naam, overleden was, vond Hector dat het aangenaam zou zijn zich, althans bij naam, te koesteren in de bekendheid van dit oude familiebezit.
Hij diende een verzoek in bij de Brugse rechtbank van eerste aanleg teneinde 'Van de Haar' aan de familienaam te mogen toevoegen. Met een vonnis op 6 februari 1906 gaf de rechtbank hem hiervoor toelating. Onmiddellijk werd in kantschrift, de uitslag van dit vonnis op de geboorteakten van hemzelf en van zijn kinderen en kleinkinderen bijgeschreven.
De leden van de oudste familietak waren het hiermee niet eens en vonden dat zij de enigen waren die als eigenaars van het kasteel en het domein in Haarzuilens, zich 'Van de Haar' mochten noemen en tekenden beroep aan bij het hof van beroep in Gent. Ze wonnen het proces met het arrest van 11 maart 1908 waarbij het Hof het vonnis van de Brugse rechtbank vernietigde en het gebruik van de toevoeging 'Van de Haar' ongedaan maakte in hoofde van Hector en zijn nakomelingen.